# Годкевич Михайло Абрамович
Годкевич Михайло Абрамович (нар. 28 червня 1896, м. Київ, Російська імперія — пом. листопад 1941, під Смоленськом) — український книгознавець, бібліотекознавець, бібліограф, педагог, директор Української книжкової палати (1922—1923), заступник директора Всесоюзної книжкової палати (друга половина 1930-х), професор та завідувач кафедри Всеукраїнського інституту Компросвіти (1930—1932).

## Життєпис
Михайло Годкевич народився 28 червня 1896 року у м. Києві.
У 1918 році почав працювати у Всеукрвидаві і Наркоматі преси та пропаганди в м. Києві.
У травні 1920 року переїздить до Харкова.
У 1923 році він завершив навчання на правовому відділенні Харківського інституту народного господарства.
Протягом 1922-1923 років був директором Української Книжкової палати, яка була створена за його пропозицією. Вперше в Україні обґрунтував та реалізував систему обов'язкового примірника, яка була введена у дію 1924 року.
У 1930-1932 роках був викладачем на книготорговельному відділенні Кооперативного інституту, а також професором та завідувачем кафедрою Всеукраїнського інституту Компросвіти.
З 1934 року працював у Всесоюзній книжковій палаті у м. Москва, де обіймав посади завідувача відділу обов'язкового примірника (з 1936 року), а пізніше — заступника завідувача видавництвом, а також заступником директора.
Під час німецько-радянської війни був ініціатором порятунку генерального алфавітного каталогу Всесоюзної книжкової палати. Пішов на фронт добровольцем і невдовзі загинув.

## Науковий доробок
Михайло Годкевич працював над дисертацією «Обов'язковий примірник творів друку в СРСР та за кордоном», яку він не закінчив.
Михайлом Годкевичем було зроблено вагомий практичний та теоретичний внесок у створення та розвиток державної бібліографії України та СРСР, системи обов'язкового примірника творів друку, правил бібліографічного опису, статистики друку, каталогізації та класифікації документів.
Він визнаний одним із ідеологів радянського книгознавства. Зокрема, Михайло Годкевич вважав обліково-реєстраційну бібліографію, яка визначається потребами бібліотечної справи, основним видом бібліографії. Також він розробив стандартні правила опису, запропонувавши додати до їх складу анотацію, ввів друковану каталожну картку, а також був серед розробників основ нових таблиць десятичної класифікації.

## Наукові статті
Михайло Годкевич є автором низки досліджень з питань книго-, бібліотеко- та бібліографознавства.
- Годкевич М. Українська книжкова палата // Книга. 1923. № 4
- Годкевич М. Обязательный экземпляр // Красный библиотекарь. 1924. № 4/5
- Годкевич М. Статистика видань // Нова книга. 1925. № 2
- Годкевич М. Книжкова палата і наукові бібліотеки // Бібліотеч. зб. Ч. 1. К., 1926
- Годкевич М. Українське красне письменство останнього десятиріччя в цифрах // Плужанин. 1927. № 11/12
- Годкевич М. До майбутньої каталографічної інструкції: Методол. зб. К., 1928. Вип. 1
- Годкевич М. Бібліографія: Бібліотекар та книгар. Х., 1929
- Годкевич М. Советское законодательство об обязательном экземпляре // Сов. библиография. 1940. № 1.
- «Словарь псевдонимов русских писателей, учёных и общественных деятелей». В 3-х томах. / Ред. М. А. Годкевич, Б. П. Козьмин. — М., Всесоюзная книжная палата, 1941 г. Т. 1: А — Л. — XLIX, 573 с. — 8000 экз. Т. 2: М — Я; Т. 3: Алфавитный указатель авторов. — М., Всесоюзная книжная палата, 1949.

### Використані джерела та література
- Столяров Ю. Н. Годкевич Михаил Абрамович // Книга. Энциклопедия / Редкол. И. Е. Баренбаум, А. А. Беловицкая, А. А. Говоров и др. — М.: Большая Российская энциклопедия, 1998. — С. 167.

- Дацькова Н. С. Годкевич Михайло Абрамович // Енциклопедія сучасної України: у 30 т. / ред. кол. І. М. Дзюба [та ін. ; НАН України, НТШ, Координаційне бюро енциклопедії сучасної України НАН України. — К., 2006. — Т. 6 : Го —Гю. — С. 20.] [Архівовано 12 листопада 2017 у Wayback Machine.].

- Українські бібліографи: біогр. відом., проф. діяльн., бібліогр. / М-во культури України, Держ. закл. «Нац. парлам. б-ка України». — К., 2008 — Вип. 3 / авт.-уклад. Н. І. Абдуллаєва ; наук. ред. В. О. Кононенко. — 2011. — С.38.– ISBN 978-966-7547-55-4.

- Григорьев Ю. В. С фронта не вернулись: Памяти видных библиотековедов и библиотекарей-практиков — участников Великой Отечественной войны // Библиотекарь. — 1970. — № 5. — С. 30–31.

- Багрич Н. И. М. А. Годкевич: (К 75-летию со дня рождения) // Совет. библиогр. — 1971. — № 4. — С. 59–60.

- Багрич М. І. Михайло Абрамович Годкевич // Бібліотекознавство та бібліогр. — Х., 1971. — Вип. 11. — С. 158—160.

- Григорьев Ю. В. Михаил Абрамович Годкевич (1896—1941) // Ю. В. Григорьев и развитие советского библиотековедения. — М., 1988.

- Багрич М. І. Михайло Годкевич // Вісн. Книжк. палати. — 1996. — № 6. — С. 29–30.

- Низовий М. А. М. А. Годкевич: становлення української державної бібліографії і статистики друку // Культура України: історія і сучасність: Матеріали Всеукр. наук.-теорет. конф., 19–20 листоп. 1996 р.- Х., 1996.- С. 76.

- Вовченко І. О. М. А. Годкевич — директор Книжкової палати (1922—1933 рр.) // Вісн. ХДАК. — Х., 2001. — Вип. 8. — С. 69–79.
- [Про М. А. Годкевича] // Сенченко М. І. Книжкова палата України. Історія і сьогодення. — 2-ге вид., випр. і допов. — К., 2004. — С. 12.
- Історія української бібліотечної справи в іменах (кінець ХІХ ст. — 1941 р.): матеріали до біобібліографічного словника / авт.-уклад. Л. В. Гарбар ; відп. ред. Л. А. Дубровіна ; НАН України, Нац. б-ка України ім. В. І. Вернадського, Ін-т рукопису. — К.: НБУВ, 2017. — С. 101. http://irbis-nbuv.gov.ua/everlib/item/er-0002146 [Архівовано 27 березня 2019 у Wayback Machine.]